# Mustafa Abdülcemil Cemilev

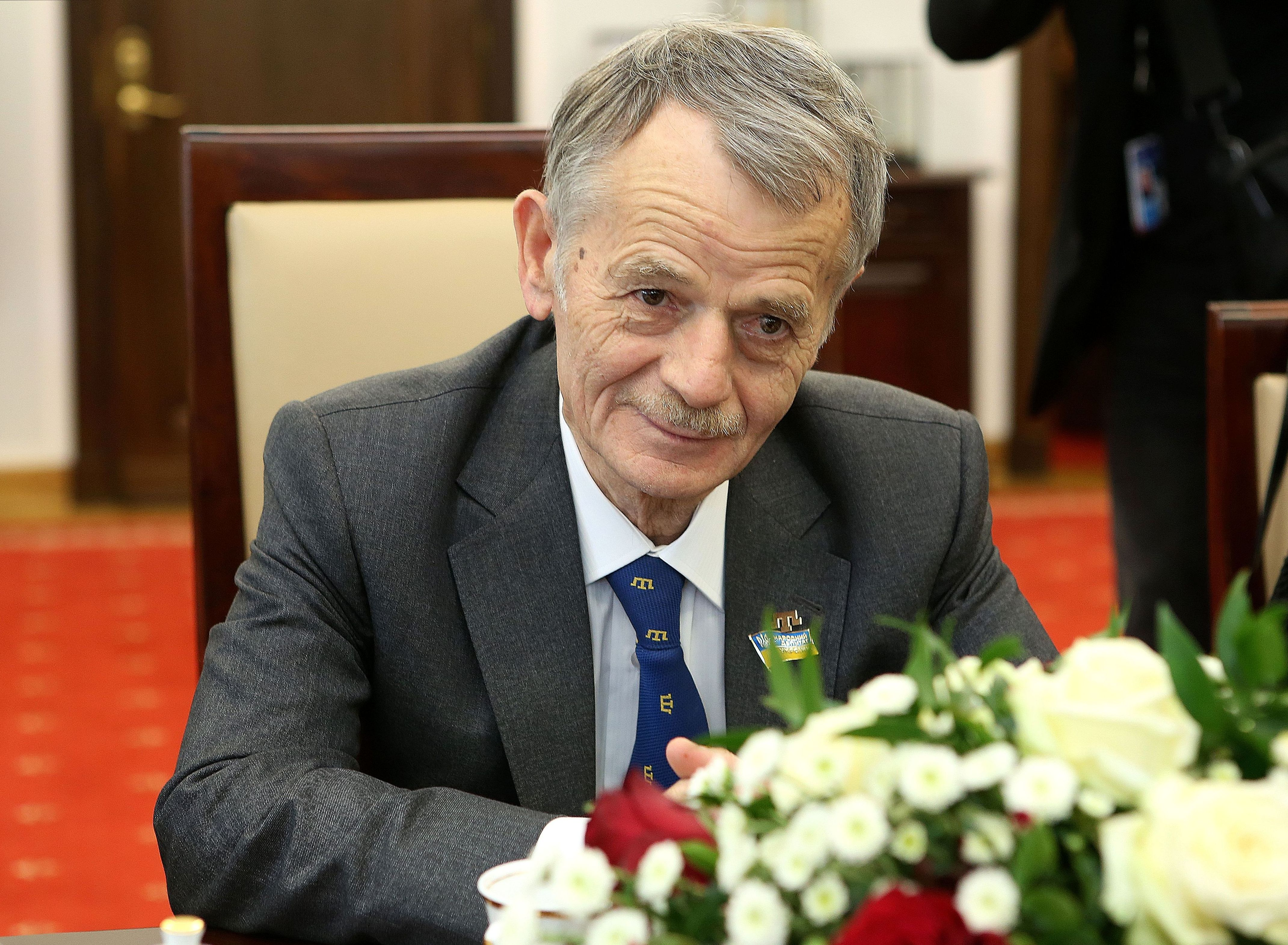
Mustafa Abdülcemil Cemilev (2014)

Mustafa Abdülcemil Cemilev (Cyrillisch: Мустафа Абдульджемиль Джемилев; Moestafa Abdüldzjemil Dzjemilev; Russisch: Мустафа Абдулджемиль Джемилев; Moestafa Abdoeldzjemil Dzjemilev; Oekraïens: Мустафа Абдульджеміль Джемілєв, Moestafa Abdoeldzjemil Dzjemiljev) (Mizjritsjtsjja, 13 november 1943), ook wel Mustafa Abdülcemil Qırımoğlu (Cyrillisch: Мустафа Абдульджемиль Къырымогълу) genoemd, is een van de bekendste mensenrechtenactivisten in de Sovjet-Unie en het hoofd van de Nationale Beweging van de Krim-Tataren. Hij werd vaak door het Sovjet Communistische Regime vervolgd voor zijn daden en politieke standpunten. Hij steunde altijd de ontwikkeling van contacten tussen de Nationale Beweging van Krim-Tataren met mensenrechtenactivisten en dissidenten en riep regelmatig de regeringen van de democratische landen en de internationale gemeenschap op om aandacht te besteden aan de schending van de rechten van het Krim-Tataarse volk.

## Levensloop
Mustafa Abdülcemil Dzhemilev werd op 13 november 1943 geboren in een Sovjet-dorp op de Krim, dat vervolgens door nazi-Duitsland werd bezet. Ongeveer een half jaar later werd zijn familie, samen met meer dan 180.000 andere Krim-Tataren, gedeporteerd naar Centraal-Azië. Om deze deportatie te rechtvaardigen beweerde de regering in Moskou dat de Krim-Tataren samengewerkt hadden met de nazi's. De familie van Dzhemilev werd duizenden kilometer ten oosten van de Krim gestuurd naar de Oezbeekse Sovjet Republiek, evenals de meeste andere Krim-Tataren.
Zelfs in zijn jeugd koesterde Dzhemilev een diepe interesse in de geschiedenis van zijn volk op de Krim. Voor zijn 20ste levensjaar, stichtte hij al een vereniging voor de Krim-Tataarse jeugd - een organisatie die streed voor de terugkeer van de Krim-Tataren naar hun vaderland. Deze vereniging werd vervolgens verboden door de Sovjet-Unie. Dzhemilev verloor zijn baan als arbeider in een vliegtuigfabriek, maar hij mocht aan een agrarisch instituut studeren. Dat bleek ook van korte duur. In 1965 werd hij op formele gronden van school gestuurd.
Een jaar later, in mei 1966, werd Dzhemilev door een rechtbank veroordeeld voor het weigeren van militaire dienst. Maar hij beschuldigde de Russische veiligheidsdienst, de KGB, van de wens om hem te straffen voor zijn activisme ter ondersteuning van de rechten van de Krim-Tataren.
Later werd Dzhemilev vijf keer veroordeeld en heeft hij in totaal ongeveer vijftien jaar in de gevangenis doorgebracht. Hij was bevriend met beroemde Sovjet-dissidenten, waaronder de Nobelprijswinnaar voor de Vrede Andrej Sacharov. Een mensenrechtenactivist Petro Grigorenko beschreef Dzhemilev in een tijdschrift als "een persoon met een ongelooflijk sterke wil."
In 1975 begon Dzhemilev aan een tien maanden durende hongerstaking, waarvoor hij dwangvoeding kreeg.
Tijdens de perestrojka-periode onder Mikhail Gorbatsjov, werd Dzhemilev uit de gevangenis vrijgelaten. In 1989 keerde hij met zijn familie terug naar de Krim en werd verkozen tot de leider van de traditionele Mejlis (het parlement) van de Krim-Tataren, die hij tot 2013 leidde. Hij deed er alles aan om de Krim-Tataren uit Centraal-Azië terug te brengen – het was een tijd van gespannen conflicten, omdat de huizen waarin Krim-Tataren ooit gewoond hadden aan de Russen waren overgedragen tijdens de Sovjetperiode. Dzhemilev is erin geslaagd om de spanningen te de-escaleren.
In de jaren negentig raakte Dzhemilev betrokken bij de politiek en in 1998 werd hij verkozen in het Oekraïense Parlement in Kiev als een lid van de partij Narodny Ruch Ukrainy (Oekraïense Volksbeweging). Hij is een Parlementslid tot vandaag, hoewel hij tegenwoordig geen partij vertegenwoordigt. Tijdens de Oranjerevolutie in 2004, steunden Dzhemilev en de Krim-Tataren de prowesterse presidentskandidaat Viktor Joesjtsjenko.
Toen de pro-Russische gezindheid op de Krim aan het einde van februari 2014 groeide, protesteerden duizenden Tataren tegen de afscheiding van Oekraïne. Kort voor de annexatie van het schiereiland probeerde Russische president Vladimir Poetin Dzhemilev aan zijn zijde te winnen. "Hij wilde blijkbaar dat we neutraliteit zouden behouden, maar dat woord werd nooit gebruikt," zei Dzhemilev in een televisie-interview over zijn halfuur durende telefoongesprek met het hoofd van het Kremlin. Ongeveer 300.000 Krim-Tataren hebben niet deelgenomen aan het referendum van 16 maart over de toetreding van de Krim tot Rusland. Ze hebben ook gekozen om niet deel te nemen aan een gewapend conflict tegen het referendum.
In 1998 ontving hij de Nansen Refugee Award voor zijn werk voor het recht van de Krim-Tataren om terug te keren naar de Krim.
Sinds de annexatie van de Krim door Rusland in 2014 wordt hem de toegang tot de Krim ontzegd.